# UFC Fight Night: Shogun vs. St. Preux
UFC Fight Night: Shogun vs. Saint Preux (también conocido como UFC Fight Night 56) fue un evento de artes marciales mixtas celebrado por Ultimate Fighting Championship el 8 de noviembre de 2014 en el Ginásio Municipal Tancredo Neves en Uberlândia, Brasil.

## Historia
Este fue el primer evento que la UFC ha celebrado en Uberlândia.
Se esperaba que el evento estelar contará con un combate de peso semipesado entre Maurício Rua y Jimi Manuwa. Sin embargo, el 29 de octubre, se anunció que Manuwa se había retirado de la pelea debido a una lesión y que Ovince St. Preux le reemplazaría.
Rafael Cavalcante tenía previsto enfrentarse a Ovince St. Preux en el evento. Sin embargo, Cavalcante se retiró de la pelea citando una lesión y fue reemplazado por Francimar Barroso. Posteriormente, esta pelea fue desechada cuando St. Preux tuvo que reemplazar a Jimi Manuwa en el evento estelar.
Dhiego Lima fue originalmente programado para enfrentarse a Pawel Pawlak en este evento. Sin embargo, Pawlak se vio obligado a retirarse de la pelea debido a una lesión y reemplazado por Jorge de Oliveira.
El combate entre Ian McCall y John Lineker tenía previsto ser el evento coestelar. Sin embargo, unas horas después de dar el peso requerido, se anunció que McCall tuvo que retirarse de la pelea debido a una infección viral y la pelea fue cancelada. A su vez, la pelea entre Dhiego Lima y Jorge Oliveira fue movida a la tarjeta principal.

## Premios extra
Cada peleador recibió un bono de $50,000.
- Pelea de la Noche: Thomas Almeida vs. Tim Gorman
- Actuación de la Noche: Ovince St. Preux y Leandro Silva